# 新橋 (東京都港区)

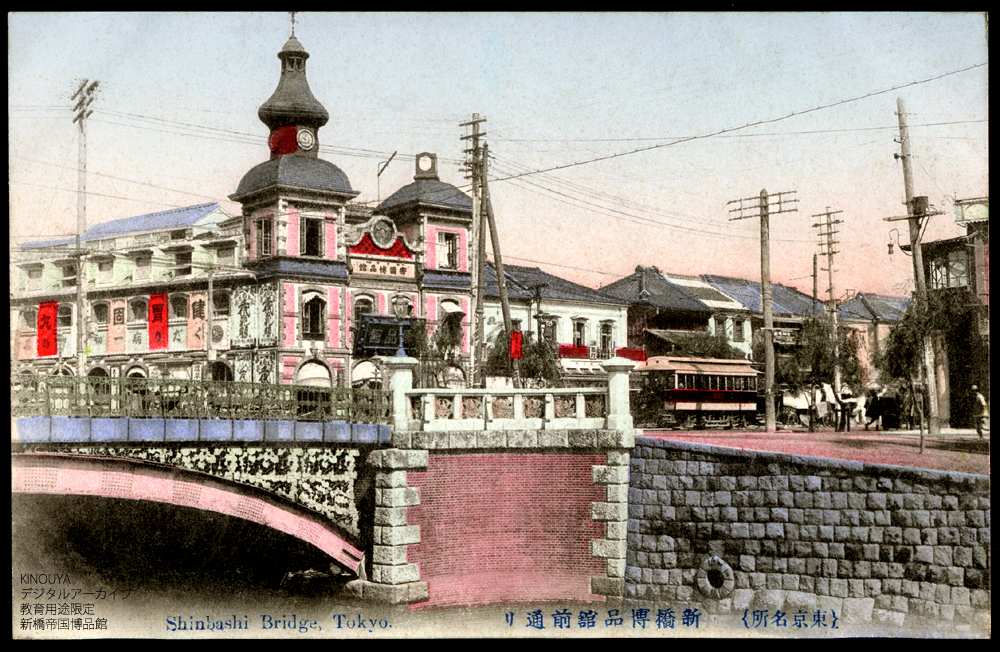
地名の由来になった橋「新橋」。下を汐留川が流れていた。背後の建物は現在の「博品館TOY PARK」の敷地にあった帝国博品館勧工場。大正時代の絵葉書より。

新橋（しんばし）は、東京都港区の町名。大手町・丸の内一帯から品川に連なるビジネス街であり、「サラリーマンの街」として有名である。新橋駅西口は繁華街となっている。現行行政区画は新橋一丁目から新橋六丁目。芝地区総合支所管内に属する。
日本の鉄道発祥の地としても知られ、1914年に東京駅が開業するまで初代新橋駅（後の汐留駅）は東京の南の玄関口であった。東に東新橋（汐留）、西に西新橋、南に芝大門・芝公園、北に千代田区内幸町（日比谷）、中央区銀座に接する。
「新橋」とは、狭義には現在の新橋一丁目、新橋二丁目、新橋三丁目、新橋四丁目、新橋五丁目、新橋六丁目の区域を指す。また、広義には隣接する汐留（港区東新橋）・旧木挽町（中央区銀座の東部）にまたがる地域全体を指すことがあり、新橋演舞場や新橋芸者・新橋の料亭街などという場合はすべてこの広義の「新橋」に該当する。

## 歴史

### 沿革
町名の新橋は、汐留川（新橋川）に架かっていた「新橋」（東海道の橋）に由来する。現在の中央通り銀座八丁目交差点（現在の中央区銀座八丁目と新橋一丁目掛かっていた橋）。
- 1710年（宝永7年） ここに芝口御門が造られた事により新橋が芝口御門橋と改称された。また、この頃までに新橋地区は芝口一-四丁目・源助町など町屋として成立し、町奉行支配となった。
- 1724年（享保9年） 芝口御門が焼失。以後も門が再建されなかったため、芝口御門橋は再び新橋の名に戻った。
- 1868年（明治元年） 東京府成立に伴い、新橋地区は東京府の所属となった。

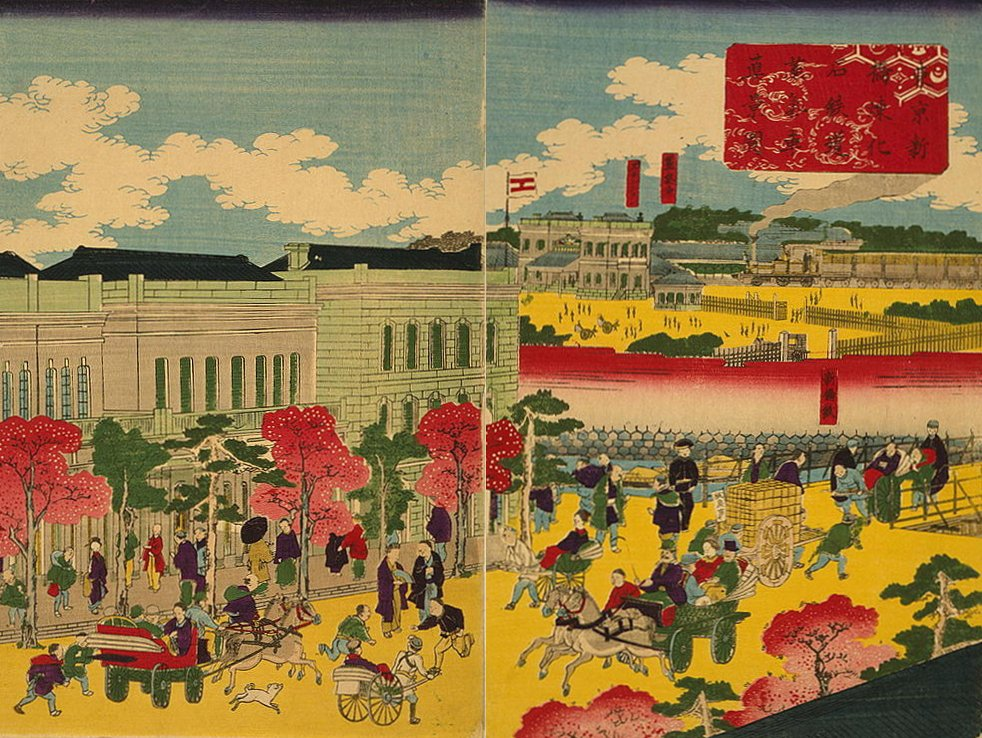
1874年（明治7年）出版の（二代目）歌川国輝『東京新橋煉化石鉄道蒸気車真景図』の一部。新橋駅開業後の風景であり、右上にステンション（新橋駅）と蒸気車（蒸気機関車）が描かれている。断髪令（1871年）布告後であるが髷を結っている者、和服に帽子、洋装など様々な身形の人々が描かれている。

- 1872年（明治5年） 日本初の鉄道が新橋駅（後の汐留貨物駅）に開通。また、新橋地区の武家地が新たに烏森町・日陰町などとして成立。江戸時代には主に銀座よりが新橋だったが、駅が設けられて後は港区側が新橋と呼ばれるようになった[9]。
- 1878年（明治11年） 芝区成立に伴い、東京府芝区の所属となった。
- 1882年（明治15年） 新橋駅前から日本橋まで、日本初の馬車鉄道が開通した。
- 1889年（明治22年）5月1日 東京市成立に伴い、東京市芝区の所属となった。
- 1909年（明治42年）12月16日 烏森駅（現在の新橋駅）が開業。
- 1914年（大正3年）12月20日 新橋駅が汐留駅に、烏森駅が新橋駅に改称された。
- 1923年（大正12年）9月1日 大正関東地震（関東大震災）により、新橋地区はほとんど焦土と化した。
- 1925年（大正14年）7月20日 新橋開橋式、祝賀会。10時30分開始の渡り初めの時点で、既に橋の供用が始まっており、電車や自動車が走る中で式典が行われた[10]。
- 1932年（昭和7年）12月1日 震災復興において大規模な町名整理が行われ、新橋地区の数多くの町が消滅し、新たに新橋一丁目から新橋七丁目が成立した。町名として「新橋」が登場するのはこのときが最初である。
- 1945年（昭和20年） 終戦後しばらくの間、都内最大規模の闇市が新橋に開かれた。
- 1947年（昭和22年） 芝区が赤坂区・麻布区と合併して新たに港区が成立した。これに伴って町名に「芝」が付き、東京都港区芝新橋となった。
- 昭和30年代 汐留川が埋め立てられて地名の由来となった橋の機能が消失[11]。橋の名残となる御影石製の親柱4本は残されたが、1965年（昭和40年）までに交通の支障になるという理由で撤去されている（希望者に無料で引き渡された）[12]。
- 1965年（昭和40年）7月1日 住居表示が実施され、従来の芝新橋に隣接する芝田村町を併せて現在の新橋一丁目から新橋六丁目が成立した。
- 2012年（平成24年） 新橋一丁目から四丁目がを都迷惑防止条例に基づき、客引きやスカウトの客待ち等を禁止する区域に指定[13]。
- 2019年（令和元年）10月1日 新橋一丁目から新橋四丁目が暴力団排除特別強化地域に指定される[14]。

### 町名の変遷

#### 震災復興期
| 実施後     | 実施年月日    | 実施前（各町名ともその一部）                           |
| ---------- | ------------- | ------------------------------------------------------ |
| 新橋一丁目 | 1932年12月1日 | 二葉町、芝口一丁目、新幸町、汐留町一丁目、官有の無番地 |
| 新橋二丁目 | 1932年12月1日 | 烏森町、日蔭町一丁目、芝口二丁目、官有の無番地         |
| 新橋三丁目 | 1932年12月1日 | 愛宕下町一丁目、日蔭町二丁目、芝口三丁目、官有の無番地 |
| 新橋四丁目 | 1932年12月1日 | 愛宕下町二丁目、源助町、官有の無番地                   |
| 新橋五丁目 | 1932年12月1日 | 愛宕下町三丁目、露月町（ろげつちょう）、官有の無番地   |
| 新橋六丁目 | 1932年12月1日 | 柴井町、愛宕下町四丁目、官有の無番地                   |
| 新橋七丁目 | 1932年12月1日 | 愛宕下町四丁目、宇田川町、官有の無番地                 |

#### 住居表示実施前後
| 実施後     | 実施年月日   | 実施前（各町名ともその一部）               |
| ---------- | ------------ | ------------------------------------------ |
| 新橋一丁目 | 1965年7月1日 | 芝新橋一丁目、芝田村町一丁目               |
| 新橋二丁目 | 1965年7月1日 | 芝新橋二丁目、芝田村町二丁目               |
| 新橋三丁目 | 1965年7月1日 | 芝新橋三丁目、芝新橋四丁目、芝田村町三丁目 |
| 新橋四丁目 | 1965年7月1日 | 芝新橋四丁目、芝新橋五丁目、芝田村町四丁目 |
| 新橋五丁目 | 1965年7月1日 | 芝新橋五丁目、芝新橋六丁目、芝田村町五丁目 |
| 新橋六丁目 | 1965年7月1日 | 芝新橋六丁目、芝新橋七丁目、芝田村町六丁目 |

## 世帯数と人口
2025年（令和7年）4月1日現在（港区発表）の世帯数と人口は以下の通りである。
| 丁目               | 世帯数    | 人口    |
| ------------------ | --------- | ------- |
| 新橋一丁目・二丁目 | 82世帯    | 110人   |
| 新橋三丁目         | 97世帯    | 161人   |
| 新橋四丁目         | 430世帯   | 559人   |
| 新橋五丁目         | 858世帯   | 1,042人 |
| 新橋六丁目         | 848世帯   | 1,047人 |
| 計                 | 2,315世帯 | 2,919人 |

### 人口の変遷
国勢調査による人口の推移。
| 年                 | 人口  |
| ------------------ | ----- |
| 1995年（平成7年）  | 2,146 |
| 2000年（平成12年） | 1,872 |
| 2005年（平成17年） | 2,052 |
| 2010年（平成22年） | 1,784 |
| 2015年（平成27年） | 2,583 |
| 2020年（令和2年）  | 2,776 |

### 世帯数の変遷
国勢調査による世帯数の推移。
| 年                 | 世帯数 |
| ------------------ | ------ |
| 1995年（平成7年）  | 853    |
| 2000年（平成12年） | 830    |
| 2005年（平成17年） | 1,161  |
| 2010年（平成22年） | 1,028  |
| 2015年（平成27年） | 1,622  |
| 2020年（令和2年）  | 2,058  |

## 学区
区立小・中学校に通う場合、学区は以下の通りとなる（2022年4月現在）。
- 区域 : 一丁目、二丁目、三丁目、四丁目、五丁目、六丁目　各全域
  - 小学校 : 港区立御成門小学校
  - 中学校 :  港区立御成門中学校

## 事業所
2021年（令和3年）現在の経済センサス調査による事業所数と従業員数は以下の通りである。
| 丁目       | 事業所数    | 従業員数 |
| ---------- | ----------- | -------- |
| 新橋一丁目 | 440事業所   | 10,069人 |
| 新橋二丁目 | 1,004事業所 | 10,744人 |
| 新橋三丁目 | 623事業所   | 6,703人  |
| 新橋四丁目 | 342事業所   | 6,809人  |
| 新橋五丁目 | 695事業所   | 11,998人 |
| 新橋六丁目 | 480事業所   | 10,960人 |
| 計         | 3,584事業所 | 57,283人 |

### 事業者数の変遷
経済センサスによる事業所数の推移。
| 年                 | 事業者数 |
| ------------------ | -------- |
| 2016年（平成28年） | 3,625    |
| 2021年（令和3年）  | 3,584    |

### 従業員数の変遷
経済センサスによる従業員数の推移。
| 年                 | 従業員数 |
| ------------------ | -------- |
| 2016年（平成28年） | 54,059   |
| 2021年（令和3年）  | 57,283   |

## 施設・史跡

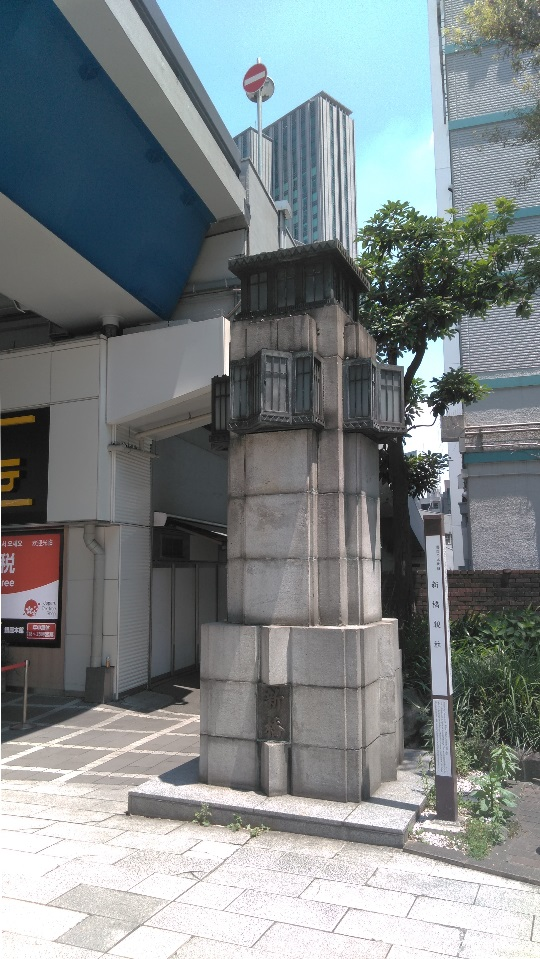
東京高速道路の横に保存されている新橋親柱

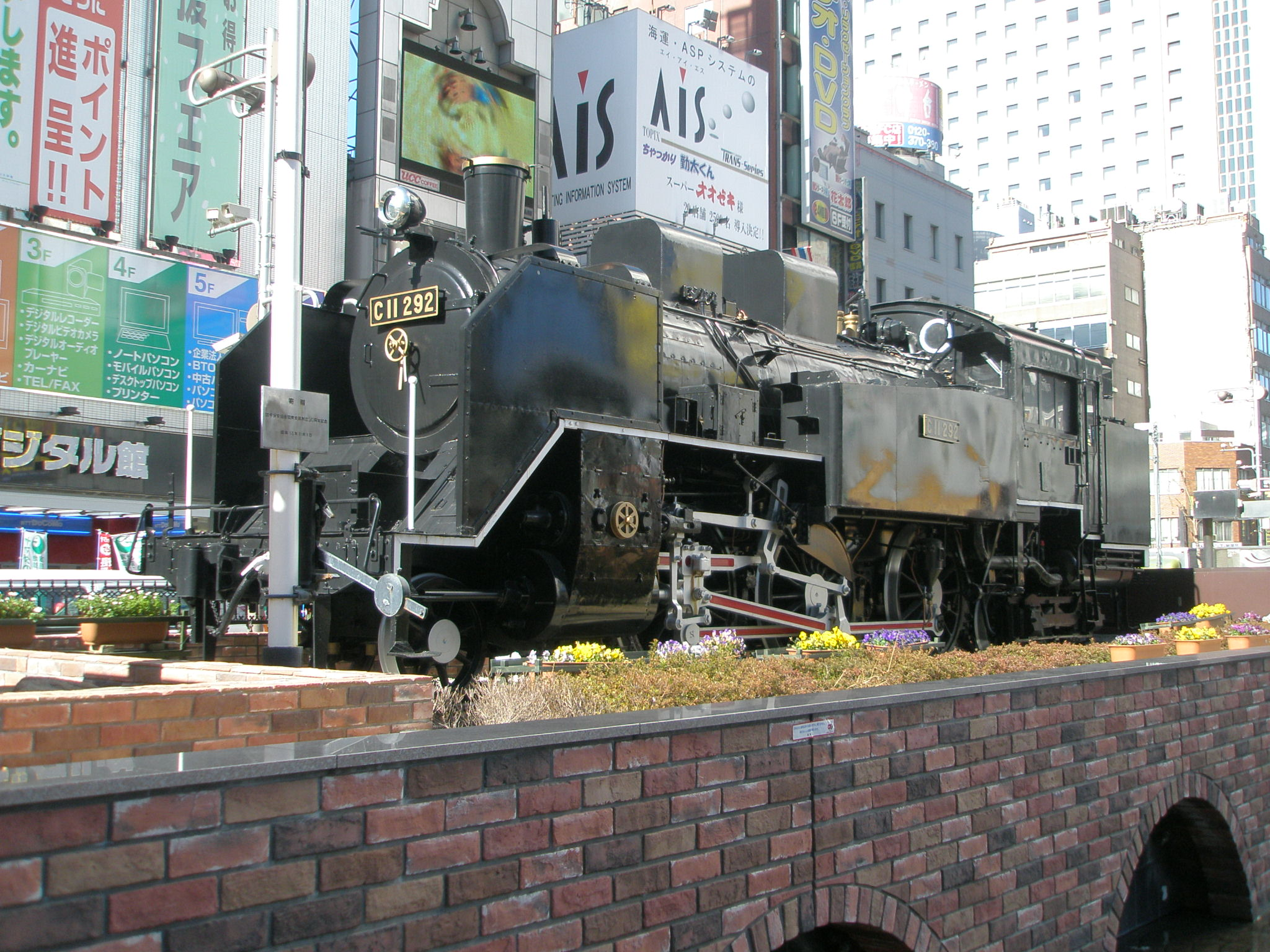
新橋駅前に保存されているSL

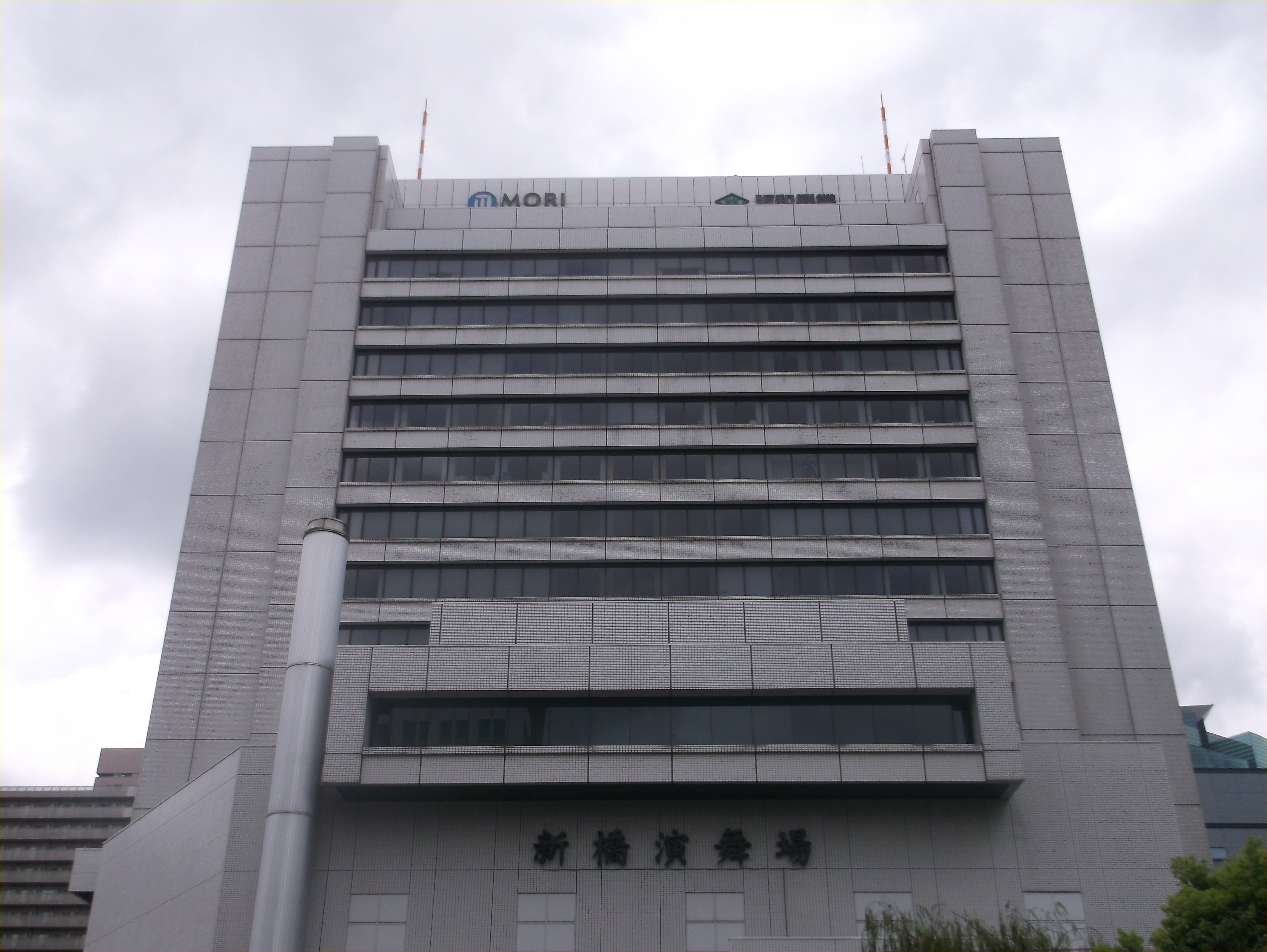
新橋演舞場

### 新橋一丁目
- 第一ホテル東京
- 新橋郵便局
- アーバンネット内幸町ビル
- 航空会館
- 航空神社

### 新橋二丁目
- 新橋駅
- ニュー新橋ビル
- 烏森神社

### 新橋三丁目
- 現代ガラス博物館
- 桜田公園

### 新橋四丁目
- 新橋四郵便局

### 新橋五丁目
- 鹽竈神社
- 新橋住友ビル

### 新橋六丁目
- 警視庁新橋庁舎
- 芝消防署
- 愛宕警察署
- 御成門駅
- 東南アジア諸国連合貿易投資観光促進センター（日本アセアンセンター）
- 全国労働組合連絡協議会

## 交通

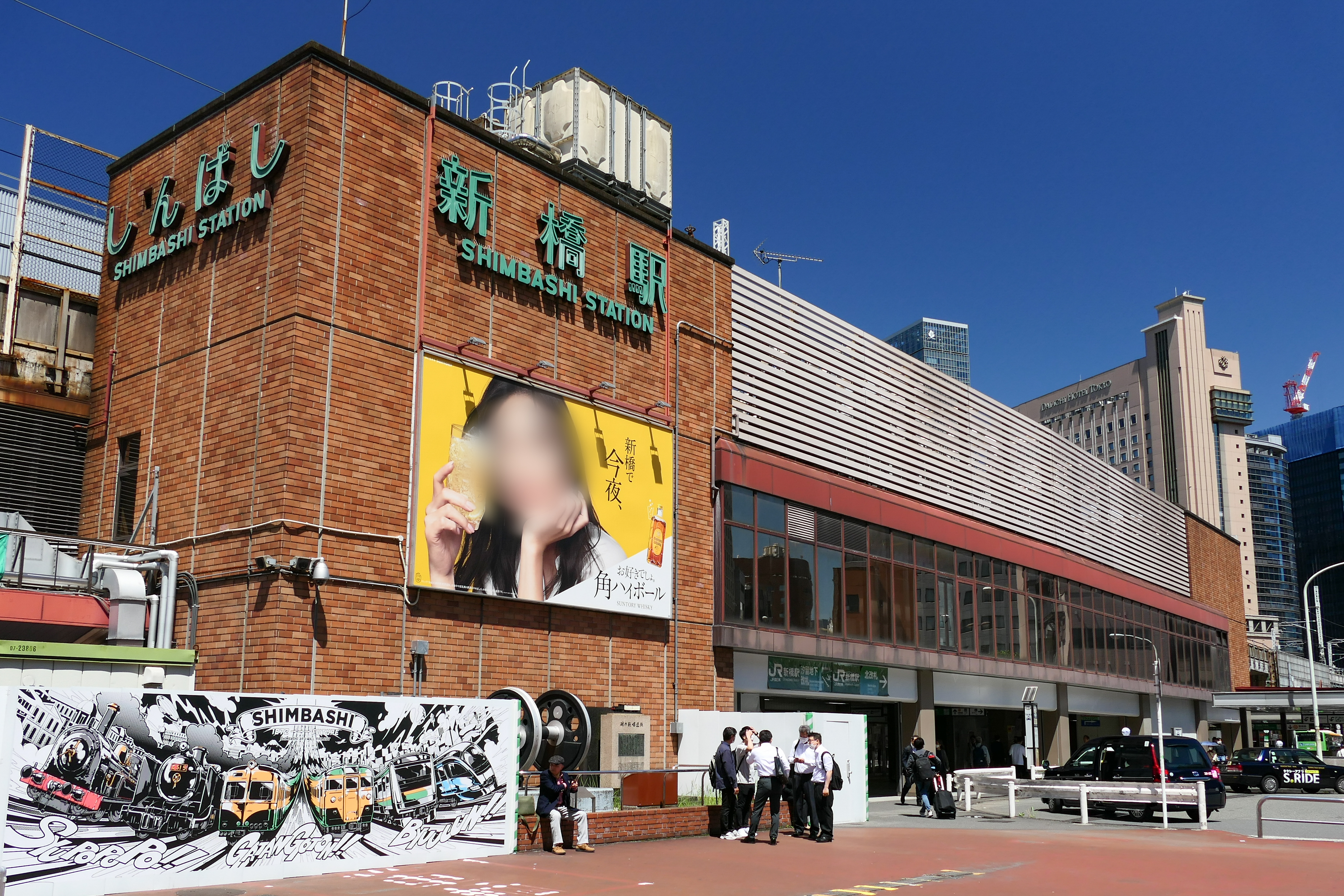
新橋駅

### 鉄道
- 東日本旅客鉄道 新橋駅
  - ■東海道線（■上野東京ライン）、■京浜東北線、■山手線、■横須賀・総武快速線
- 東京地下鉄 新橋駅（○銀座線）
- 都営地下鉄 新橋駅（○浅草線）
- ゆりかもめ ■新橋駅 - 出入口が設けられている。（所在地：東新橋）

### 道路
- 国道15号（中央通り、第一京浜）

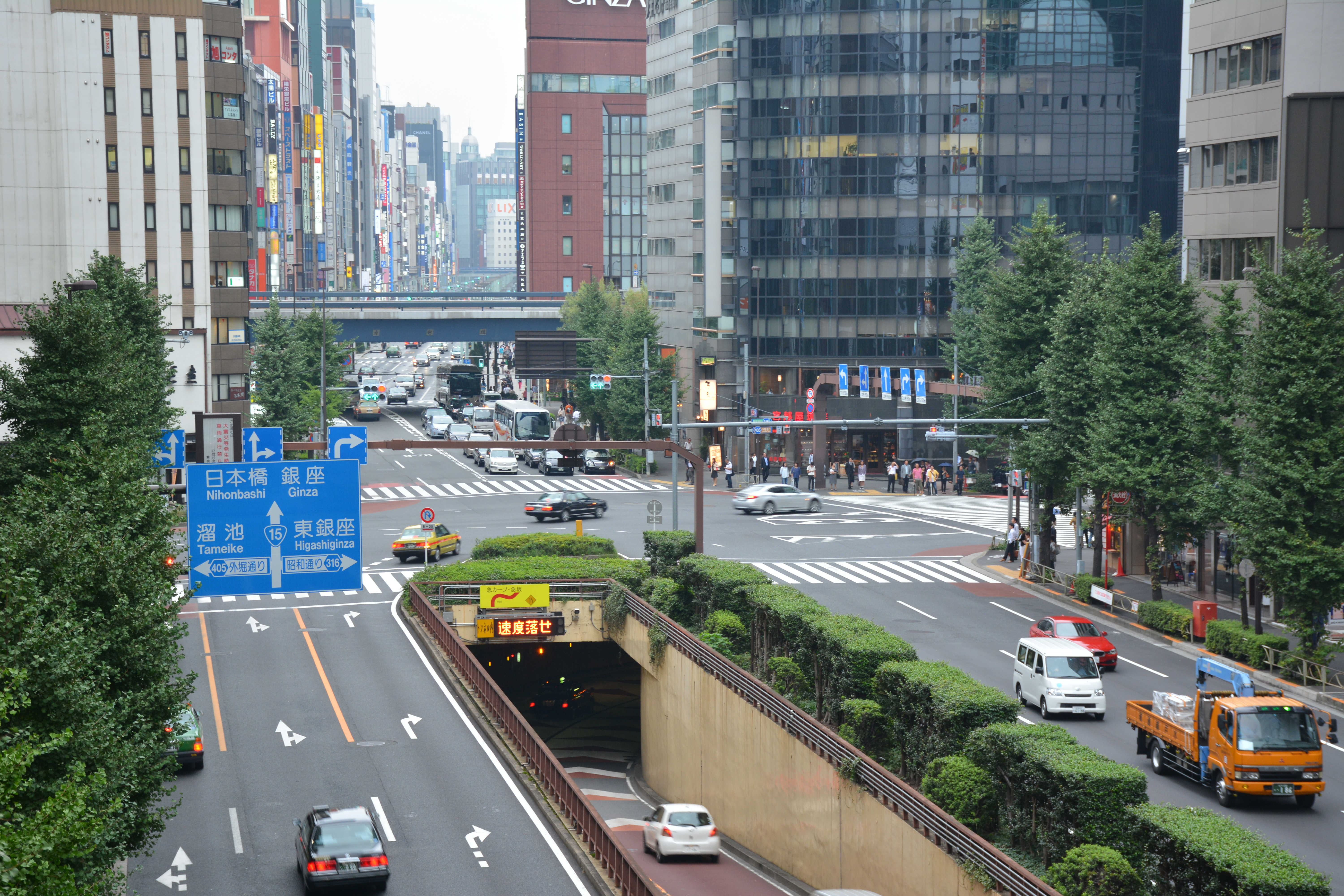
下記の4つの道路が交差する新橋交差点

- 東京都道316号日本橋芝浦大森線（昭和通り）
- 東京都道405号外濠環状線（外堀通り）
- 首都高速都心環状線

## ゲイ・タウン
新橋はビジネス街、一般向けの歓楽街の顔が最も大きいが、ゲイ・タウンとしての顔も併せ持っている。戦後初のゲイバー「やなぎ」（1945年）は烏森神社の参道に開店したことで知られる。
現在は新橋駅烏森口の3・4丁目エリアを中心にゲイバーが66店（3丁目29、4丁目28など）、ゲイ系トータルでは74店集まっている。かつてはゲイバーの数は多いといえず、1998年のBadiのイエローページには新橋エリアのゲイバーは15店しかなかったことを考えれば驚異的な伸びといえ、新宿二丁目、上野・浅草エリアに次ぐ第3のゲイタウンとして急浮上している。

## 著名な出身者
- 遠山景元 - 北町奉行（新橋4丁目）
- 植村正久 - 神学者（露月町）
- 小沢栄太郎 - 俳優（田村町）
- 椙山拳一郎 - 俳優（芝新橋）
- 高橋是清 - 政治家（露月町）
- 四代目 寶山左衛門 - 長唄囃子方（宇田川町）
- 徳大寺伸 - 俳優（田村町）
- 川瀬巴水 - 版画家（露月町）

## その他

### 日本郵便
- 郵便番号 : 105-0004[4]（集配局 : 芝郵便局[25]）。

## 関連文献
- 斎藤長秋 編「巻之一 天枢之部 新橋」『江戸名所図会』 一、有朋堂書店〈有朋堂文庫〉、1927年、194-195,201頁。NDLJP:1174130/103。